# Brauerei Žatec

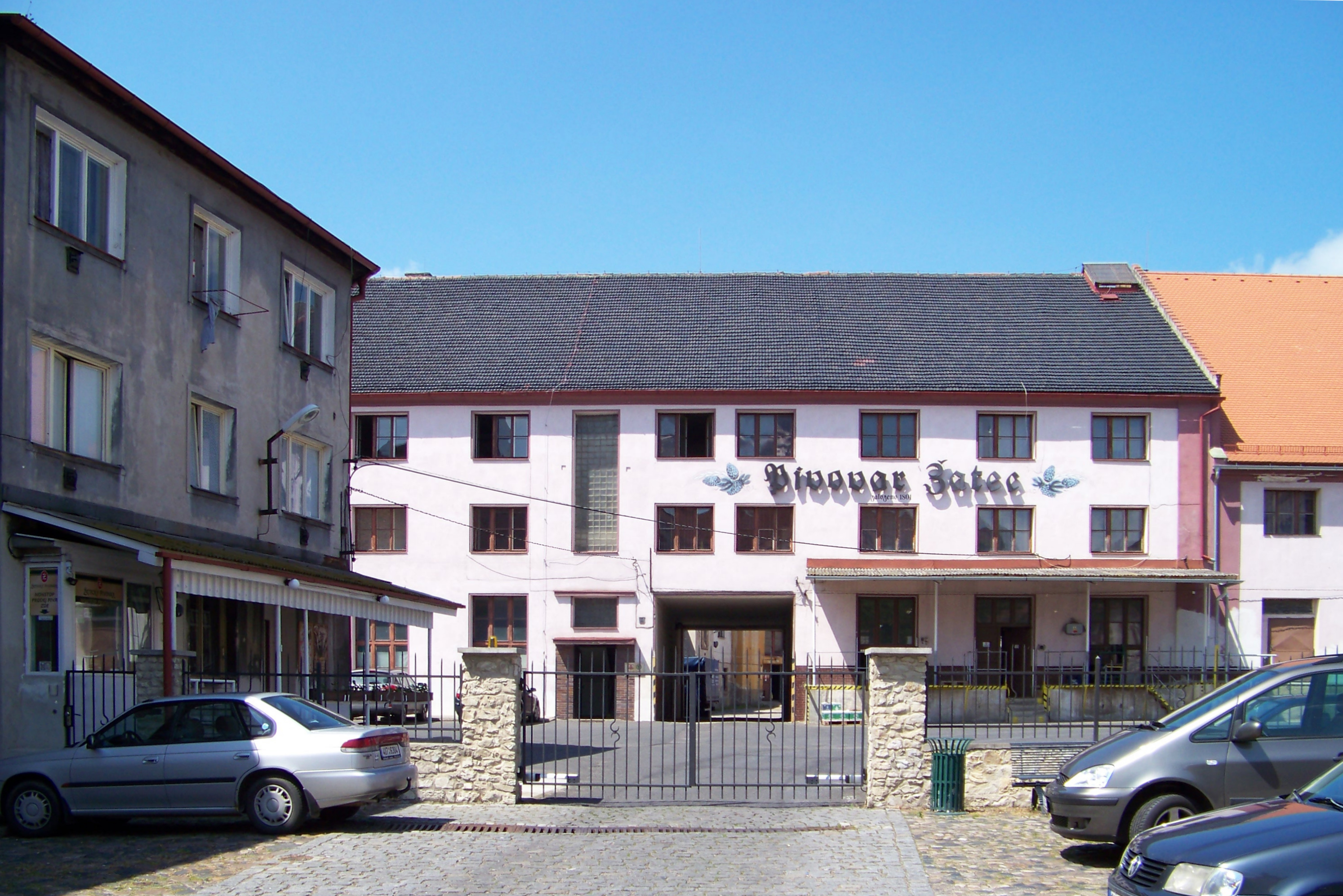
Brauerei Žatec

Die Brauerei Žatec (tschechisch Žatecký pivovar) war eine seit 1801 bestehende Brauerei in Žatec. Da die Brauerei inmitten des traditionellen böhmischen Hopfenanbaugebiets Saaz liegt, wird hier ausschließlich böhmischer Hopfen genutzt. Der Ausstoß der Brauerei lag 2011 bei etwa 32.000 Hektolitern Bier. Eine Besonderheit des Unternehmens ist die Produktion von dunklem glutenfreien Bier, das durch die Verwendung von Zucker aus der Stärke von glutenfreiem Getreide hergestellt wird.
Die 220 Jahre alte Brauerei hat März 2022 ihre Aktivitäten beendet.

## Geschichte
Die ursprüngliche Bürgerbrauerei, bei der die Bürger das Brauprivileg käuflich beim Landesvater erwerben konnten, gehörte nach 1945 zu verschiedenen staatlichen Brauereiverbünden. Nach der Samtenen Revolution wurde die Brauerei aus dem Verbund der nordtschechischen Brauereien herausgelöst und 1995 privatisiert. Da der Erfolg ausblieb, wurde sie 1997 wieder verstaatlicht und 2001 in eine Aktiengesellschaft umgewandelt, die von der englischen Investmentgesellschaft Kordoni Holdings Limited übernommen wurde. Diese Anteile wurden 2014 vom Bierkonzern Carlsberg übernommen, der damit vor allem in den russischen Markt exportieren wollte. Die Brauerei wurde Ende April 2022 geschlossen, der Abverkauf der bereits eingebrauten Restbestände erfolgt bis Ende Juni 2022.
Zusätzlich zur eigentlichen Brauerei betrieb das Unternehmen auch ein Museum, in dem die Braugeschichte Nordböhmens thematisiert wird.

## Biere

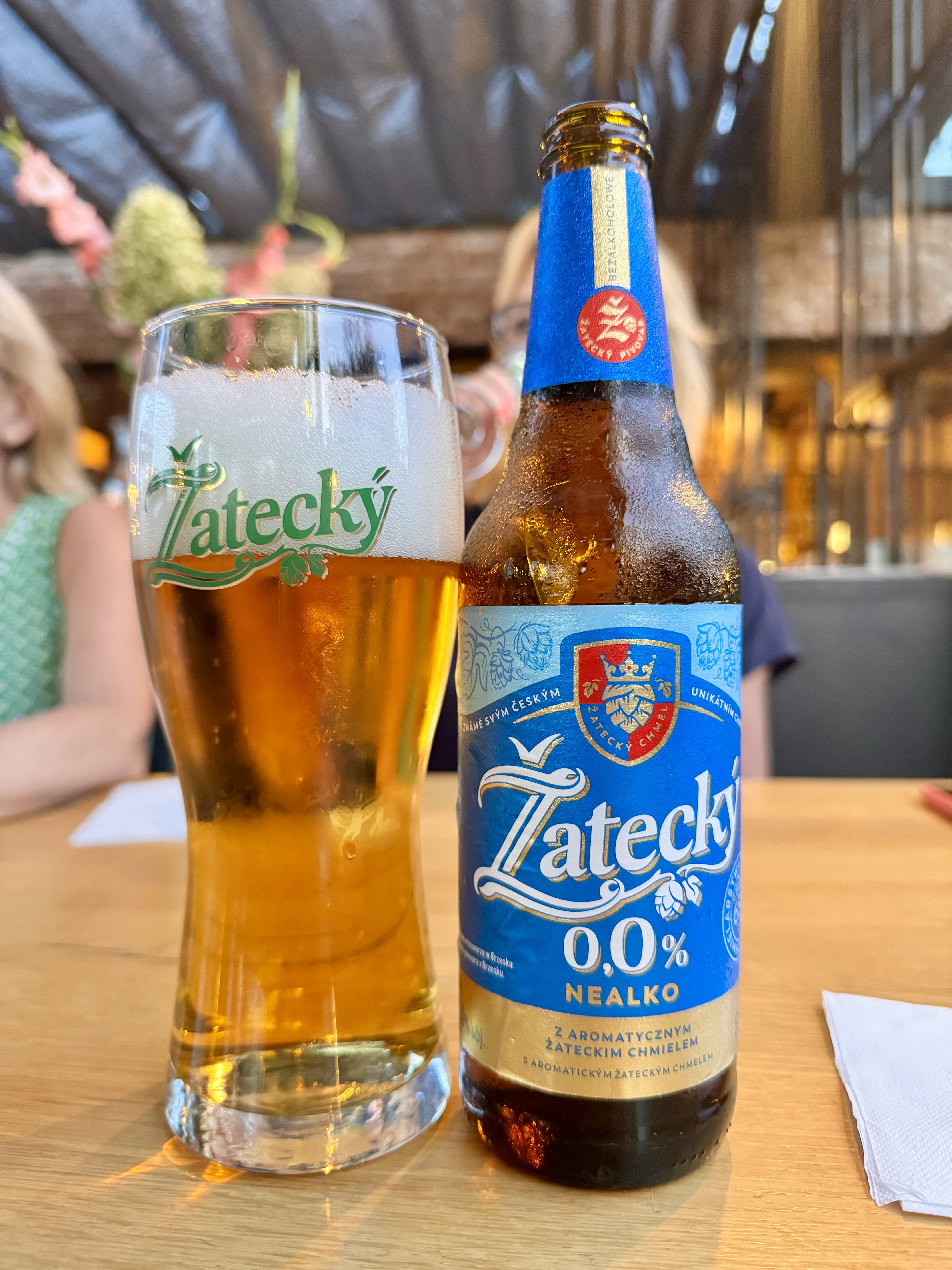
Žatecký alkoholfrei

Mehrere Sorten ober- und untergärige Biere gehörten zum Produktportfolio. Zwischenzeitlich wurde auch ein glutenfreies Bier der Marke „Celia“ angeboten.